# Cronenberger Sensenprivileg
Das Cronenberger Sensenprivileg war ein Zunft-Privileg, das im Jahr 1600 den Schmieden, Schleifern und Kaufleuten der bergischen Ämter Elberfeld, Beyenburg und Bornefeld von Herzog Johann Wilhelm von Jülich-Kleve-Berg verliehen wurde.
Mit diesem Privileg wurden die Herstellung und der Vertrieb von Sensen innerhalb des Herzogtums auf die der Zunft angehörigen Handwerker und Händler beschränkt. Im Gegensatz zu einer rein handwerklichen Zunft waren in der Cronenberger Sensenzunft ausdrücklich auch die Kaufleute Mitglieder und hatten sich den Zunftregeln zu unterwerfen. So war es zum Beispiel Angehörigen der Zunft verboten, anderswo als innerhalb der drei bergischen Ämtern ihr Handwerk auszuüben oder ihren Handelssitz zu haben.
Die Hauptproduktion der Sensen lag wie das Zunftgericht in Cronenberg, heute ein Stadtteil von Wuppertal, in dem sich die Schmiede und Schleifer seit dem Spätmittelalter auf die Sensenherstellung spezialisierten. Jedes Jahr am 3. Oktober, dem St.-Ewaldi -Tag (Sanktorum Ewaldorum) fand in Cronenberg eine Sensenweihe mit Prozession, Jahrmarkt und zugleich Zusammenkunft des Sensenvogts mit seinen Ratsmännern und Handwerksboten sowie mit den Schmieden, Schleifern und Kaufleuten aus der ganzen Bruderschaft statt.
Die Cronenberger Sensen waren weithin für ihre Qualität bekannt und wurden in viele verschiedene europäische Länder exportiert. Von der Wichtigkeit der Sensenherstellung für Cronenberg zeugt auch die Sense im Cronenberger Stadtwappen. Das Privileg hatte zum Hauptzweck, den Mitgliedern der Zunft gleiche und auskömmliche wirtschaftliche Verhältnisse zu sichern und sie gegen freien Wettbewerb zu schützen. Die Regeln sicherten auch einen gewissen Qualitätsstandard und somit den guten Ruf der Cronenberger Erzeugnisse.
Seit ca. 1700 geriet die Sensenbranche in zunehmende Schwierigkeiten, die Konkurrenz aus Regionen, die keinen strengen Zunftregeln unterworfen waren (z. B. der Mark), nahm zu. Auch die sogenannten „blauen“, das heißt Ganzstahlsensen hoher Qualität aus der Steiermark gewannen zunehmend Marktanteile. Immer mehr Hersteller im Bergischen Land wichen auf andere Produkte wie etwa Nägel, Werkzeuge und andere Kleineisenwaren aus.
Nach der Besetzung des Herzogtums Berg durch Napoleon Bonaparte wurde das Sensenprivileg von der französischen Verwaltung 1809 aufgehoben.